# 88 هـ
88 هـ هي سنة في التقويم الهجري امتدت مقابلةً في التقويم الميلادي بين سنتي 706 و707.

## مواليد
- الأوزاعي
- الوليد بن يزيد
- عبد الرحمن الأوزاعي

## وفيات
- عبد الله بن بسر